# 今野亜美
今野 亜美（いまの あみ、1990年11月7日 - ）は、日本のタレント。

## 人物
神奈川県出身。
2014年、アイドルグループ清竜人25のメンバー清亜美として活動開始。
2017年6月17日、幕張メッセイベントホールで行われた「ラスト♡コンサート」をもってグループは解散。
2017年6月19日、今野亜美としてソロ活動を開始。
大のお酒好きで、アイドル時代から情報発信している。